# ドライブバイダウンロード
ドライブバイダウンロード（Drive-by download、Drive-by download attack、通称:DBD攻撃）とは、ウェブブラウザなどを介して、ユーザに気付かれないようにソフトウェアなどをダウンロードさせる行為のことである。

## 概要
ドライブバイダウンロードは、特にマルウェアなどの悪意のあるツールや悪意のあるアプリケーションを秘密裏にダウンロードさせるために用いられることが多い。この場合、ユーザが単にウェブページやウェブサイトを閲覧しただけで自動的にマルウェアがダウンロードされてしまったり、そのマルウェアが勝手に実行され、インストールされたりする。また、秘密裏にマルウェアのダウンロードや実行が行われるため、ユーザはマルウェアに侵されていることに気付きにくい。
実際に、企業のウェブページが何らかの方法によって不正改竄され、ドライブバイダウンロードに用いられるスクリプトやコードがそのウェブページに埋め込まれて（インジェクションされて）しまい、不特定多数のユーザに対するマルウェアの感染源となってしまった例もある。
ドライブバイダウンロードによる攻撃は、主にウェブブラウザ、OSやその他のサードパーティー製のソフトウェアの脆弱性やセキュリティーホールを突くようにして行われることが多い。そのため、ドライブバイダウンロードによる攻撃を回避するためには、ウイルス対策ソフトやファイアウォールの導入などと並行して、ウェブブラウザ、OSやその他のサードパーティー製のソフトウェアのセキュリティパッチなどを適用して常に最新状態を保つといった事柄も、主要な施策となる。